# Selenicereus murrillii
Selenicereus murrillii är en kaktusväxtart som beskrevs av Nathaniel Lord Britton och Joseph Nelson Rose. Selenicereus murrillii ingår i släktet Selenicereus och familjen kaktusväxter. Inga underarter finns listade i Catalogue of Life.

## Bildgalleri

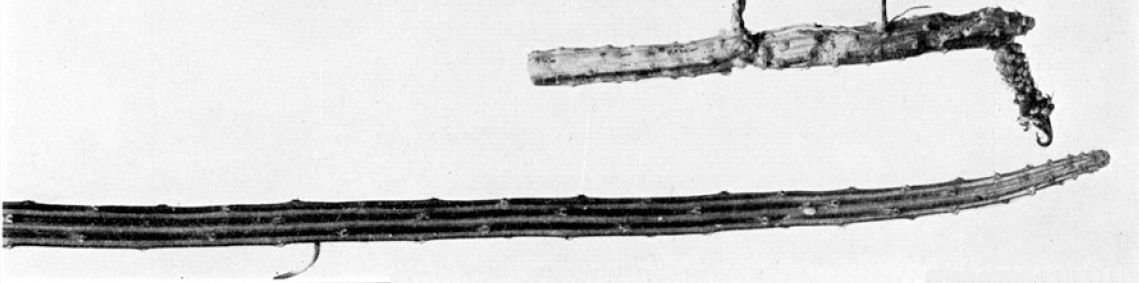